# Велика Березовиця

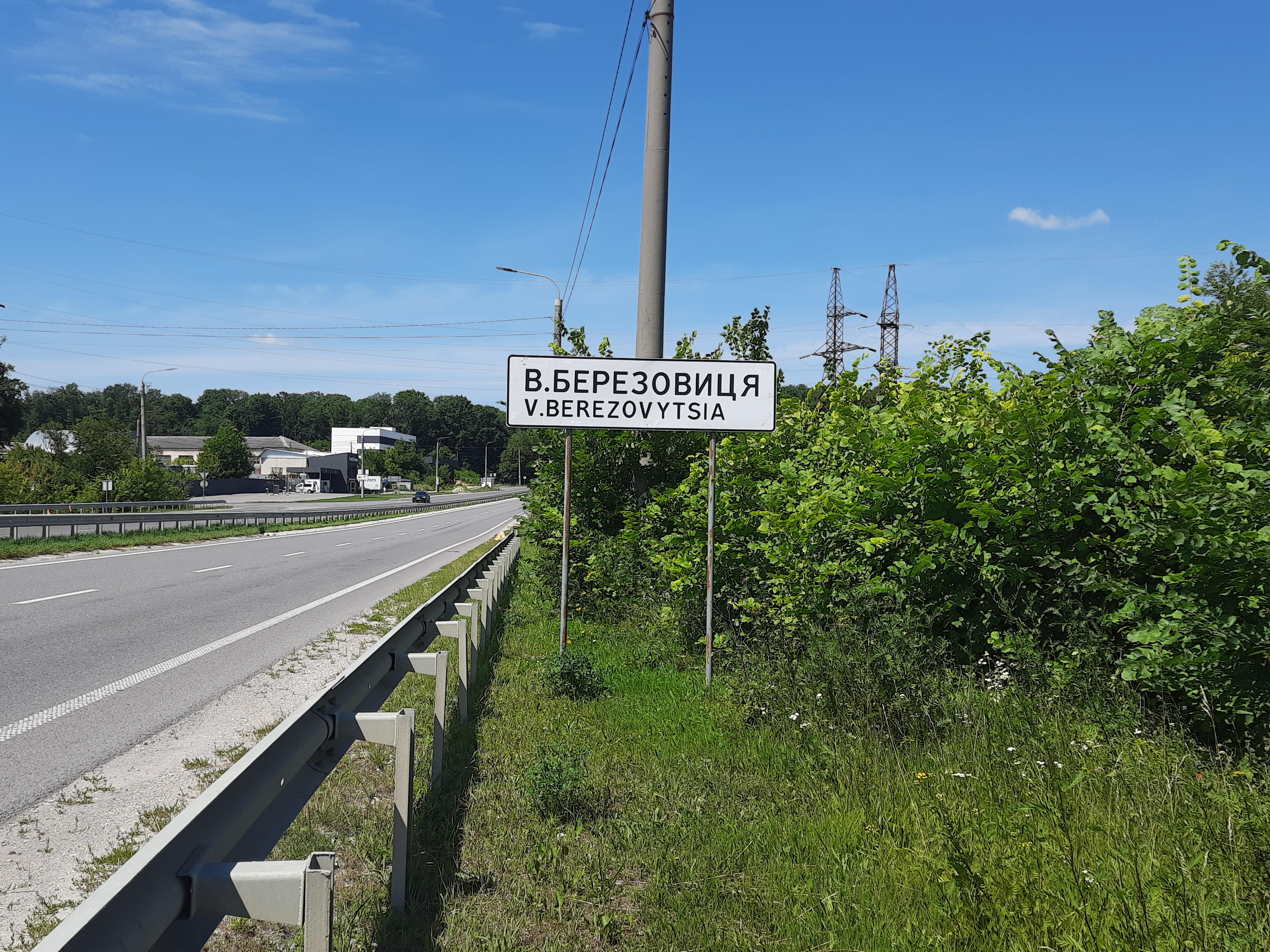
Дорожній знак при в'їзді в селище

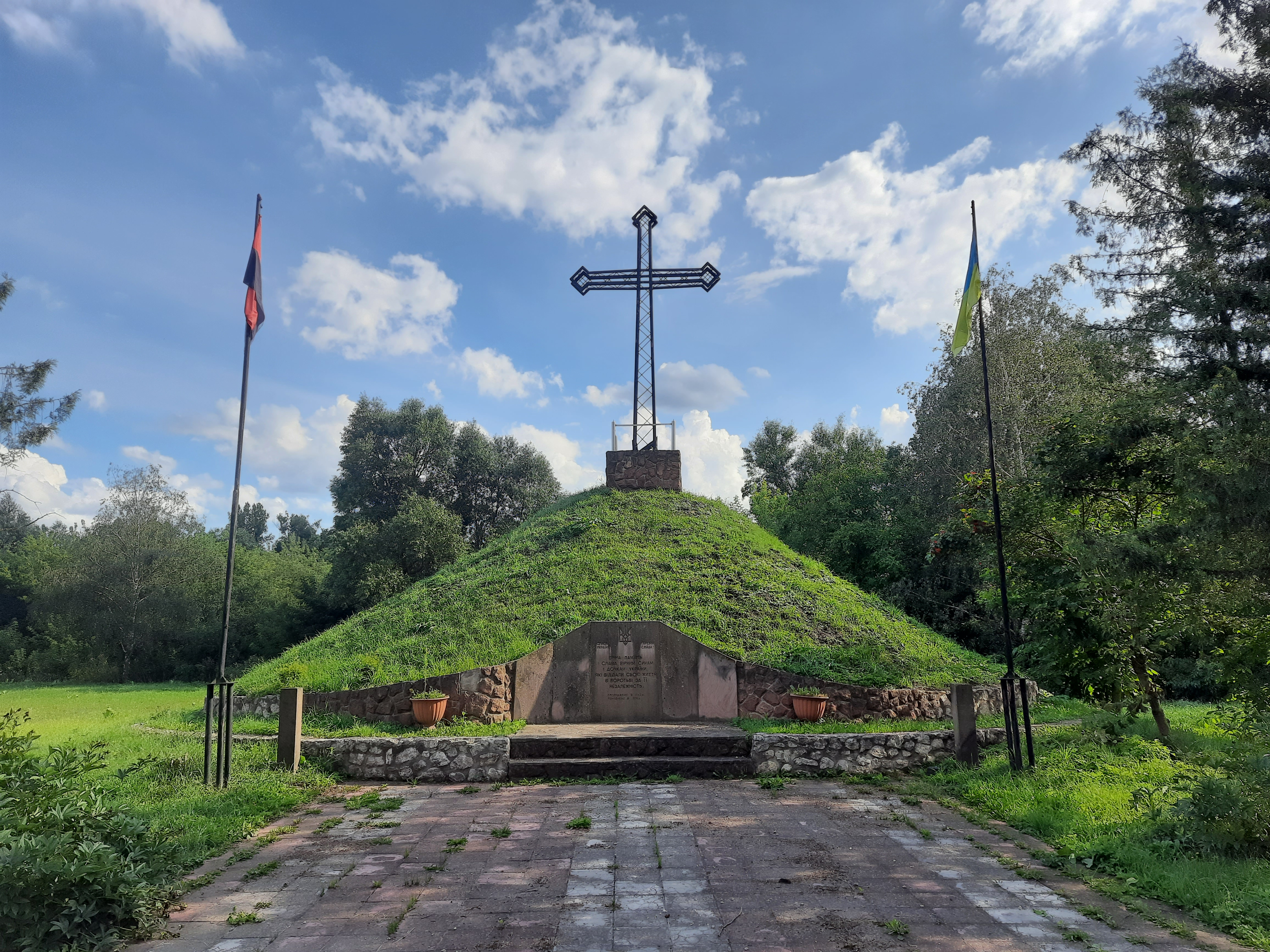
Символічна могила Борцям за волю України

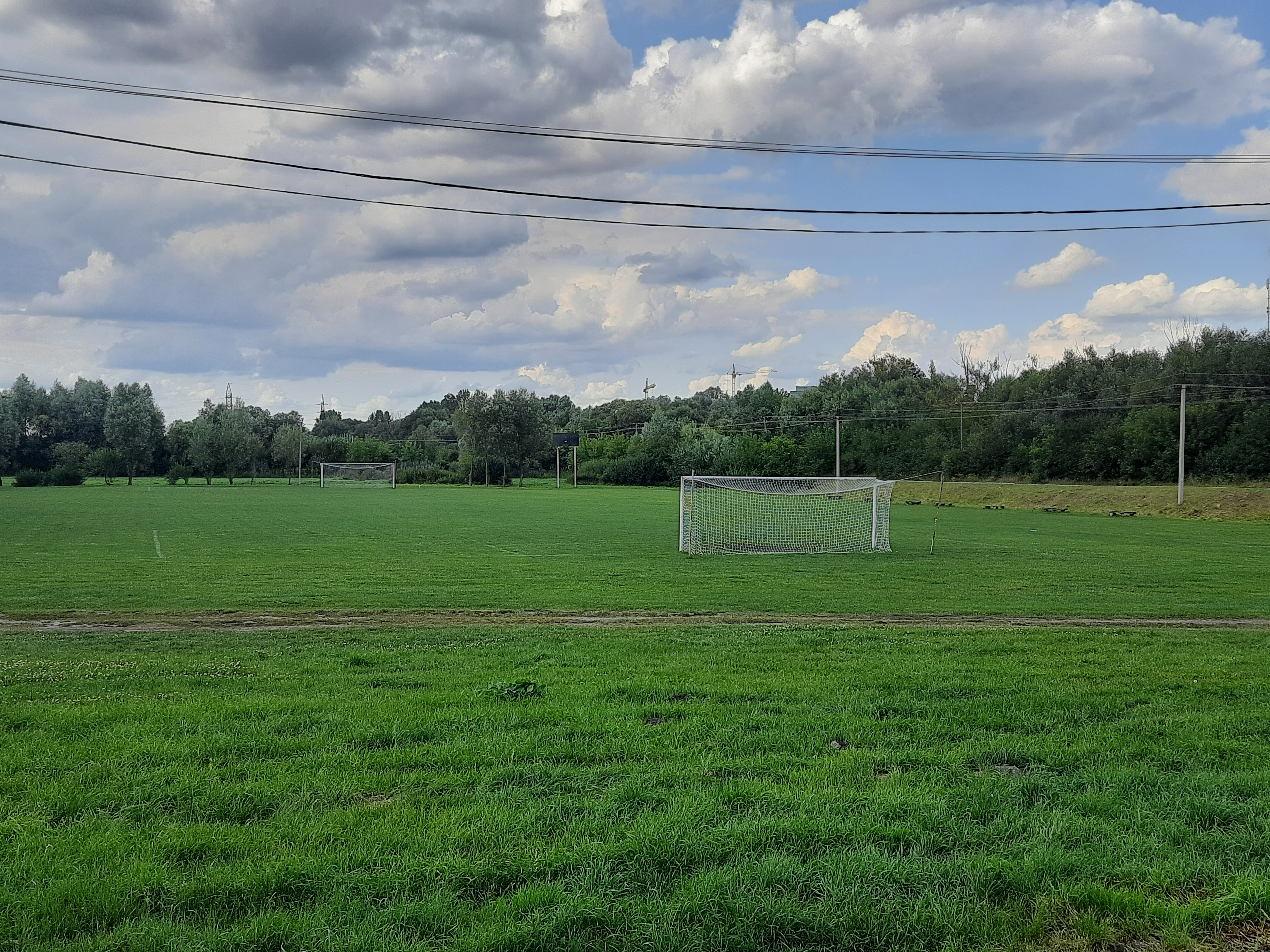
Стадіон

Вели́ка Березови́ця — селище в Україні, центр Великоберезовицької селищної громади у Тернопільському районі Тернопільської області. Південне передмістя Тернополя (6 км від центру міста), входить до Тернопільської міської агломерації. 
Розташоване в центрі району на лівому і (частково) правому березі річки Серету. Через селище проходять важливі транспортні артерії — залізнична лінія Тернопіль — Чортків і автошлях E85 Тернопіль — Чернівці. До 2020 центр селищної ради, якій було підпорядковане село Кип'ячка.

## Об'єкти природно-заповідного фонду
У селищі на вул. Зеленій, за 100 м на схід від колії є гідрологічна пам'ятка природи Джерело Пресвятої Трійці.

## Вулиці
У Великій Березовиці налічується 49 вулиць і 2 провулки: вул. Березова, вул. Богдана Хмельницького, вул. Богдана Хмельницького бічна, вул. Братів Підгайних, вул. Василя Стуса, вул. Весняна, вул. Вишнева, вул. Вячеслава Чорновола, вул. Гагаріна, вул. Гаївська, вул. Галицька, вул. Гетьмана Мазепи, вул. Глибока, вул. Глибока бічна, вул. Дружби, вул. Дружби бічна, вул. Дубрівська, вул. Дубрівська бічна, вул. Енергетична, вул. Заводська, вул. Зелена, вул. Злуки, вул. Івана Франка, вул. Козацька, вул. Ланова, вул. Левка Крупи, вул. Лесі Українки, вул. Лугова, вул. Медова, вул. Микулинецька, вул. Миру, вул. Миру бічна, вул. Молодіжна, вул. Набережна, вул. Національного Відродження, вул. Перемоги, вул. Петриківська, вул. Підгірна, вул. Подільська, вул. Польова, вул. Родини Ґеретів, вул. Садова, вул. Січових Стрільців, вул. Сонячна, вул. Степана Бандери, вул. Степова, вул. Трудова, вул. Чумацька, вул. Шевченка, пров. Богдана Хмельницького, пров. Микулинецький.

## Населення
Населення у Великій Березовиці зростає з одними із найшвидших темпів у області. Станом на 1973 рік тут проживало 3 358 мешканців, 6,7 тис. осіб (2003), 7 249 осіб (2011), 7 972 осіб (2015), 8 207 осіб (2017), 8 266 осіб (2018). Станом на 1 січня 2019 року, населення становить 8 391 осіб.

### Мова
Розподіл населення за рідною мовою за даними перепису 2001 року:
| Мова            | Кількість | Відсоток |
| --------------- | --------- | -------- |
| українська      | 6462      | 99.37%   |
| російська       | 31        | 0.47%    |
| білоруська      | 4         | 0.06%    |
| румунська       | 1         | 0.02%    |
| болгарська      | 1         | 0.02%    |
| інші/не вказали | 4         | 0.06%    |
| Усього          | 6503      | 100%     |

У селі побутує говірка наддністрянського говору. До «Наддністрянського реґіонального словника» внесено такі слова та фразеологізми, вживані у Великій Березовиці:
- бабура (згрубіла назва баби);
- базьки (вербові котики);
- бараболяник (млинець із тертої картоплі);
- баранчик (галушка з тертої картоплі й борошна);
- бас (частина комина на горищі);
- без (бузина);
- булавий (буланий);
- бурачанка (гичка буряків);
- вербівка (вид гриба);
- вожій (опік);
- вослін (ослін);
- вуянця (дружина брата матері);
- гакувати (розпушувати землю; переорювати першу оранку);
- глиця (поперечна планка в бороні)
- глійниці (бокова дошка у возі, яку закладають, коли возять гній);
- ґладіюс (гладіолус);
- дідура (згрубіла назва діда);
- довбак (дятел);
- дуга (веселка);
- жвачка (жуйка);
- запілє (місце у стодолі, де складають снопи);
- катанка (піджак);
- квасок (щавель);
- клень (головень);
- коваль (мурашка);
- копальник (копач);
- копаниці (полоз у санях);
- копела (короткий брусок, який з'єднує полози саней);
- коровицє (рижик);
- косатиня (півники);
- малькут, малькутник (шульга);
- мамура (згрубіла назва матері);
- мамця (пестлива назва мами);
- ментуз (минь);
- начинє (скручені нитки, між якими пропускають пряжу, їх закріплюють на двох дерев'яних планках ткацького верстата);
- півшнурок (міра площі поля, що дорівнює 0,55 га);
- підпенюк (опеньок);
- полуйка (міра пряжі, що дорівнює 10 пасмам);
- просянка (солома із проса);
- пужак (держак батога);
- п'ятка (полоз у санях);
- редьква (редька);
- різоха (осока);
- роздойма (роззява);
- рощехі (відгалуження стовбура дерева);
- світилка (весільна дружка нареченого);
- сволок (брус, що підтримує стелю);
- стрихач (сніпок для покриття даху, зокрема рогів, країв);
- толока (гуртова поміч сусідові);
- фуґ (прилад, яким вирізують рівні рівчаки);
- фузия (рушниця);
- хрестовина (деталь, що з'єднує задню вісь воза з розворою);
- цап (козел для різання дров);
- цісьов (вигук, який уживають, щоб підкликати коня);
- шпроца (рогатка).

## Історія
У селищі виявлено археологічні пам'ятки пізнього палеоліту, мезоліту, ранньозалізної доби, черняхівської культури.
Історична дата утворення — 1611 рік.
Перші письмові згадки зафіксовані в архівних документах датуються 1458 та 1474 р. Першими відомими власниками були представники роду Бучацьких гербу Абданк, згодом село переходило у володіння Баворовських (зокрема, Миколая, сина коронного писаря Вацлава), Каковських, Дульських, Коритовських, Яніцких, Ґужковських.
У 1770 р. половину мешканців села винищила епідемія холери. Станом на 1776 р. у селі нараховувалось 148 будинків, а 1866 р. — 253 будинки. Наприкінці XVIII ст. вже мала означення «Велика». У 1831 р. до села знову навідалась епідемія холери, яка забрала чимало життів. З 1848 р. діє початкова школа. У 1880 році селі налічувалось 1489 мешканців, з них 1386 українці, 79 поляків і 24 євреї. У 1891 р. четверту частину села знищив буревій, загинуло багато людей і тварин. Тоді ж зафіксовано наявність 6 корчем і 1 фільварка. На початку 1897 р. відкрито залізничну колію на Ходорів зі станцією Березовиця-Острів, яку у 1928-30 рр., польська влада дещо розбудувала і розширила. Згідно з переписом кінця 1900 р. село мало 2347 гектарів землі, та 97 га лісу, нараховувалося 303 будинки, 1761 мешканець, з яких 850 чоловіків та 911 жінок; 58 євреїв. Село поділено на два фільварки. Поляків було 1496 (85,0%), 253 українців (14,4%) і 12 євреїв (0,1%).
Перша світова війна принесла селу багато біди і розрух. Так, у 1914 р. в селі відбувся бій, що тривав 5 годин, від обстрілу російської артилерії загорілася церква Вознесіння, а опісля солдати спалили 85 господарств, воєнні втрати села становили близько 250 осіб. У лавах Січових Стрільців, згідно з розповідями односельчан, служило близько 20 чоловіків та стільки ж в УГА.
У червні 1919 р. з південного боку села відбувся бій частин УГА з польською армією, у ході якого мав місце значний артилерійський обстріл.
У другій половині 1920-х рр. активізується діяльність націоналістичного руху ОУН. Згідно з офіційним переписом 1921 р. у селі нараховувалось 1547 мешканців, з них 727 чоловіків і 810 жінок; мешканці мали 388 житлових будинків, територія громади становила 2,347 км².
Діяли: кооперативи «Селянська Спілка», «Надія», аматорський театральний гурток, українські товариства: «Просвіта», «Січ», «ім. Михайла Качковського», «Пожежна охорона», «Каменярі», «Сокіл», «Луг», «Рідна Школа», «Сільський Господар», співацько-музичне тов. «Трембіта», «Союз Українок»; польські товариства: «Школи Людовей» (Народної Школи), «Кулко Рольніче» (Рільничий Гурток), «Звйонзек Стшелєц» (тов. «Стрілець»), «Коло Сільських Господинь».
У 1934 р. польська влада провела адміністративну реформу. внаслідок якої до збірної ґміни Велика Березовиця належали громади: Велика Березовиця, Буцнів, Серединки, Острів та Петриків. Станом на 1936 р. у селі нараховувалось 385 будинків, з яких 300 українських, 82 польських і 3 єврейські. У період з 1936 по 1938 рр. з ініціативи тов. «Просвіта» та зусиллями усієї громади села зводився Народний Дім (будинок культури). Тоді ж коштом польської влади і приватних інвесторів засновано і зведено цукровий завод «Поділля». У період ІІ світової війни у збройних формуваннях «Нахтігаль», «Роланд» та дивізії «Галичина» служило близько 35 осіб, а в УПА близько 22 особи.
Упродовж 1939—1949 рр. радянською владою із села вивезено близько 20 родин, репресовано понад 20 осіб. У 1940 р. з цукрозаводу демонтовано і вивезено найновіше устаткування, щойно встановлене в 1938—1939 рр. На фронті воювало близько 70 жителів села, 27 з них загинуло, 23 нагороджено орденами та медалями. У 1939—1941 та з 1945 р. діяв колгосп, спочатку як ім. М. Хрущова, а пізніше перейменований у «Поділля». Електрифікацію проведено в 1949, радіо і газ на початку 1950-х рр. У 1958 р. північну частину території селища приєднано до м. Тернопіль. Протягом 1965—1966 рр. у центрі села проведено роботи по зміні русла річки Серет та зведено бетонний міст. У 1968 р. налічувалося 750 дворів та 2713 мешканців. Найбільш розбудовується у період 1950-1970-ті рр. та 2005—2010 рр.
Починаючи з 1989 р. діють осередки «Народного Руху» і «Союзу Українок», функціонує селищний хор, якому у 1993 р. присвоєно звання «Аматорського Народного Хору».
Діють підприємства: ВАТ «Комбінат Будіндустрія» (збірний залізобетон), ВАТ «Тернопільвтормет» (переробка металобрухту), ТОВ «Тотус» (пінополіуретан, пружинні блоки), та інші.

## Релігія
У селищі є п'ять культових споруд, чотири з яких (храми) — діючі:
- церква Вознесіння Господнього УГКЦ, будівництво якого тривало у 1859—1861 рр., у квітні 1861 освячено. Після обстрілу і пожежі, під час Першої світової війни в 1914, був зруйнований на 80 %, відбудовувався у період 1921—1926 рр. У свій час його відвідали митрополити: Йосиф (Сембратович), Андрей (Шептицький), та єпископ, блаженний Никита (Будка).
- церква Святого Володимира УГКЦ, збудована у 1993—1998 рр., парохи о. Святослав Ласковий, о. Ігор Драпак.
- каплиця римо-католицької громади, будівництво якої розпочато і завершено у 1899 р. Перед нею, у 1933 р., зведено кам'яну дзвіницю. У 1945—1970 рр. використовувалась під склад міндобрив, згодом передано скульптору Миколі Невеселому під майстерню.
- церква Святих Бориса і Гліба УГКЦ (вул. Енергетична), збудована в період 2009—2011 рр., завершена.
- церква Святого Апостола Юди Тадея, збудована у 2020-2021 рр., завершена

Діють Тернопільська вища духовна семінарія імені Патріарха Йосипа Сліпого та Українська Лютеранська Богословська Семінарія Святої Софії.

Церква Вознесіння Господнього
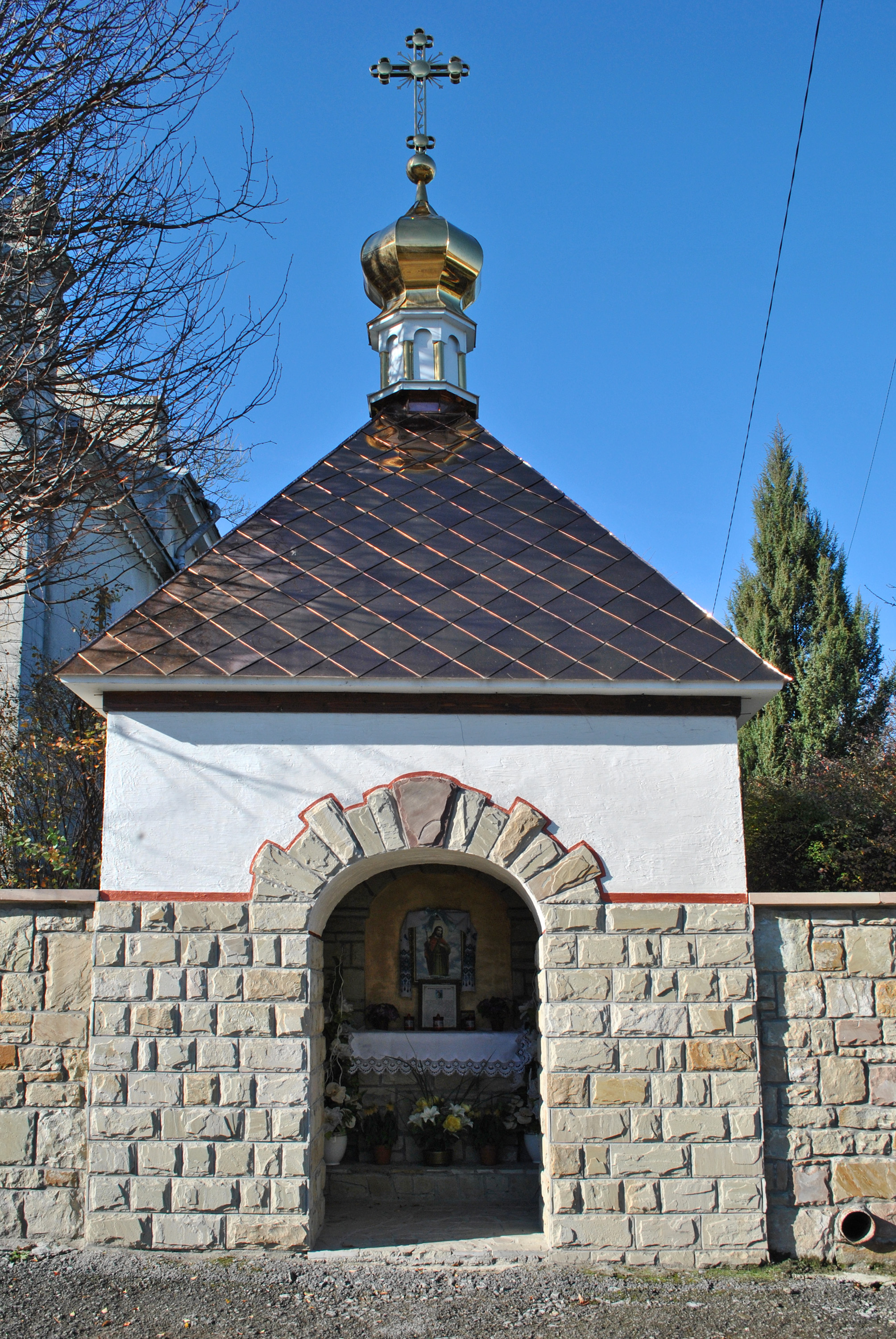
Каплиця Св. Юди Тадея біля церкви Вознесіння Господнього
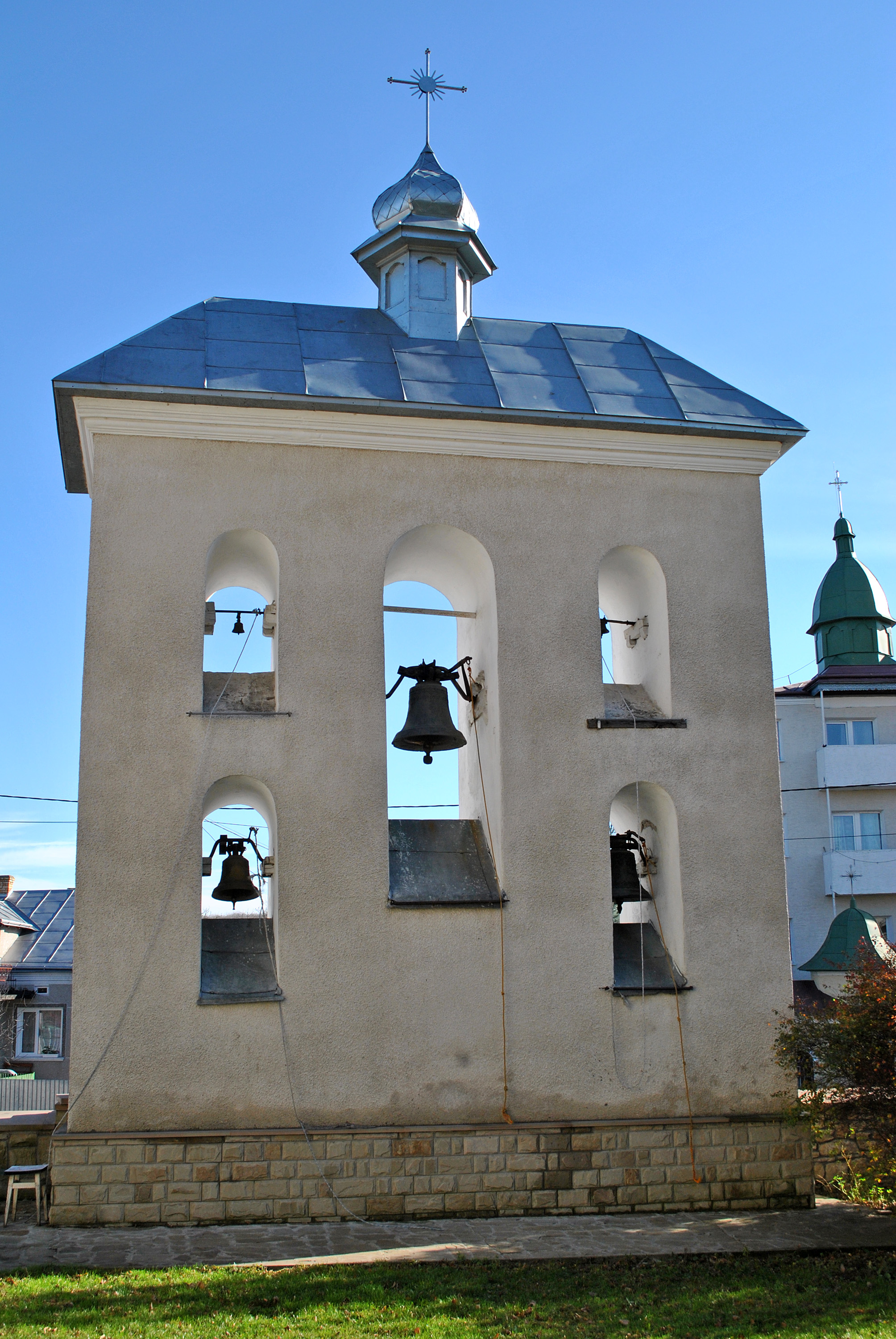
Дзвіниця церкви Вознесіння Господнього
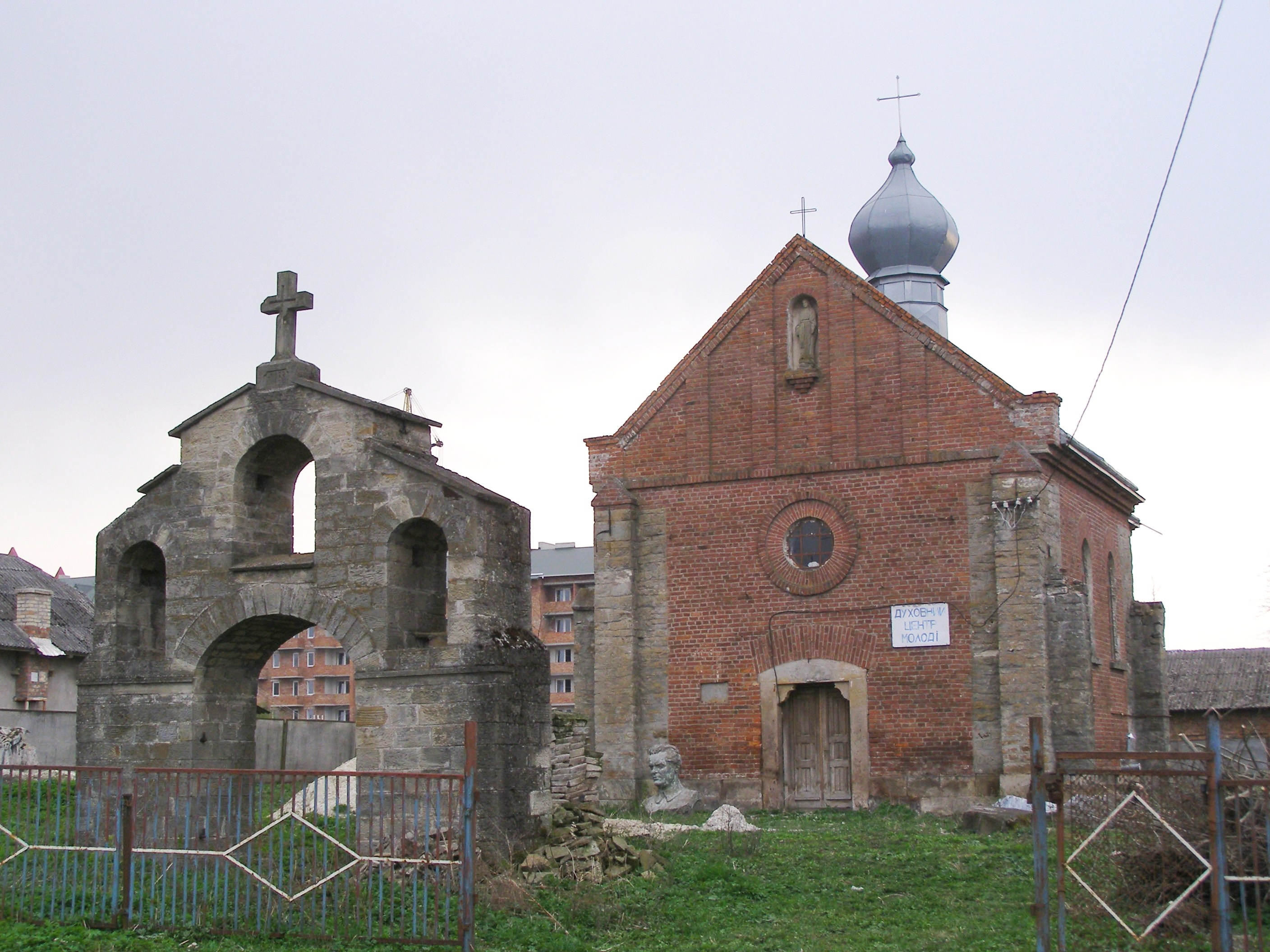
Римо-католицька каплиця

## Транспортне сполучення
У селище регулярно курсують автобуси, з'єднуючи В. Березовицю із більшістю мікрорайонів Тернополя.
А саме маршрутні таксі № 5,5а,8,18 , 31 та тролейбус № 8 (курсує за маршрутом вул. Володимира Великого — Газопровід)

## Пам'ятники

Пам'ятник Тарасові Шевченку

- Пам'ятний знак на честь врятування дочки місцевого пана від вовків (XVIII ст.) — пам'ятка історії місцевого значення.

Споруджено пам'ятники:
- полеглим у німецько-радянській війні воїнам-односельцям (1989) і
- Тарасу Шевченку (1993, скульптор обох — Микола Невеселий),
- насипана символічна могила полеглим за волю України (1990).

### Пам'ятник Тарасові Шевченку
Пам'ятка монументального мистецтва місцевого значення. Розташований за мостом через р. Серет.
Встановлений 1993 р. Скульптор – М. Невеселий.
Скульптура – карбована мідь, постамент – бетон.
Скульптура – 4 м, постамент – 1,2 м.

## Соціальна сфера
В селищі знаходиться Тернопільська вища духовна семінарія імені Патріарха Йосипа Сліпого, діють загальноосвітня школа І-ІІІ ступенів, початкова школа, (дошкільний заклад) «Кобзарик», будинок культури, бібліотека, Фельдшерсько-акушерський пункт, два поштові відділення, ветлікарня, 6 магазинів, ресторан «Пролісок», бар Сюрприз.
Діти з села беруть участь у ансамблі «Диво-струни».

## Відомі люди

### Народилися
- Сіправський Роман (нар. 22.05.86) Майстер спорту міжнародного рівня. Три разовий Чемпіон світу з гирьового спорту , дворазовий  в складі збірної України у командній естафеті на чемпіонаті світу золото та срібло. Чемпіон Європи. Багаторазовий чемпіон України
- Михайло Кріса (псевдо «Кобзар»; 1922—1952) — керівник боївки ОУН, що діяла у Київській області до весни 1952 року;
- Левко Крупа (1943—2000) — український поет, драматург, громадський діяч;
- Любомир Крупа (1975—2023)— український військовик, заступник голови Тернопільської обласної ради (2015—2020).[15][16]
- Василь (Мендрунь) (нар. 1946) — український священик та поет;
- Микола Пачовський (1894—1968) — стрілець УСС, хорунжий УГА; брав участь у піднятті національної фани (прапора) України над ратушею Львова 1 листопада 1918 року під час Листопадового чину;
- Теодозія Підгайна-Гуляк (1921—1947) — діячка ОУН, дружина провідника ОУН Тернопільської області Юліяна Гуляка;[17]
- Роман Рогатинський (нар. 1955) — український вчений у галузі механіки, доктор технічних наук, професор, проректор з наукової роботи ТНТУ;
- Микола Тимчак (нар. 1956) — український поет, художник, скульптор, автор та виконавець пісень;
- Іванка Чобанюк (нар. 1993) — український медик, волонтер АТО, Народний герой України;
- Світлана Ястремська (нар. 1970) — український вчений у галузі медицини, кандидат біологічних наук, директор навчально-наукового інституту медсестринства ТДМУ.
- Процак Богдан Федорович (1945—2014) — український музикант, педагог, диригент, заслужений працівник культури України.  Викладач Тернопільського музичного училища ім. Соломії Крушельницької. Один із засновників і художній керівник народного духового оркестру «Доля» Тернопільського РБК.

### Проживали та працювали
- Мирон Михайлович Луцький (29.09.1891— 10.03.1961) — поручник Українських Січових Стрільців, сотник Української Галицької армії, голова Крайового товариства "Сільський господар", директор цукроварні у с. Великий Березовець, останні роки життя мешкав у Канаді, у Торонто. Мирон Луцький рідний брат Остапа Луцького, відомого політичного, громадського, військового діяча, кооператора, публіциста, поета, старшини з особливих доручень при штабі Головного Отамана Симона Петлюри, посла до польського сейму (1928-1935) та сенату (1935-1939);
- Ігор Ґерета (1938—2002) — український археолог, мистецтвознавець, культуролог, громадсько-політичний діяч, член НСХУ та почесний член НСКУ, син П. Ґерети;
- о. Петро Ґерета (1902—1974) — український священик, поет і композитор, суспільно-громадський діяч, батько Ігоря Ґерети;
- Надія Пасєчко (нар. 1959) — український вчений у галузі медицини[18];
- Олена Підгрушна — українська біатлоністка, Олімпійська чемпіонка, заслужений майстер спорту України;
- Іван Сірант (1887—1942) — вояк УГА, невтомний активний націонал-патріотичний, просвітницький та суспільно-громадський діяч;
- о. Йосиф Скоморовський (1815—1891) — український священик, суспільно-громадський діяч, укладач рукописного 5-томного українсько-польського словника.
- Василь Ярославович Фіалка — український військовик[19].

### Перебували
- Леонід Кравчук — державно-політичний діяч, перший Президент України.

## Фотогалерея

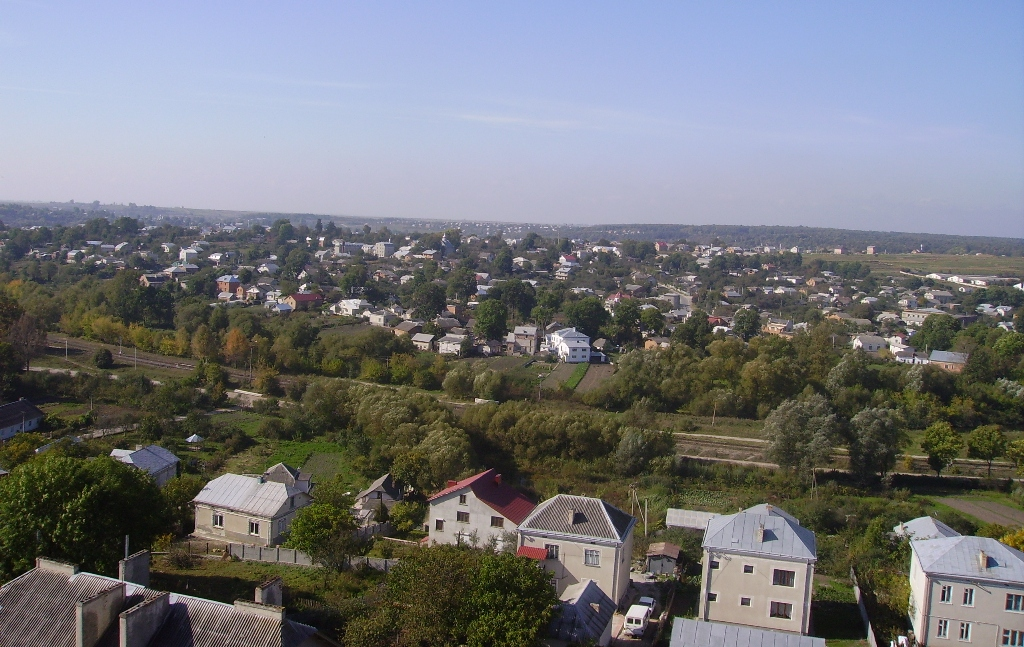
вигляд на праву частину села
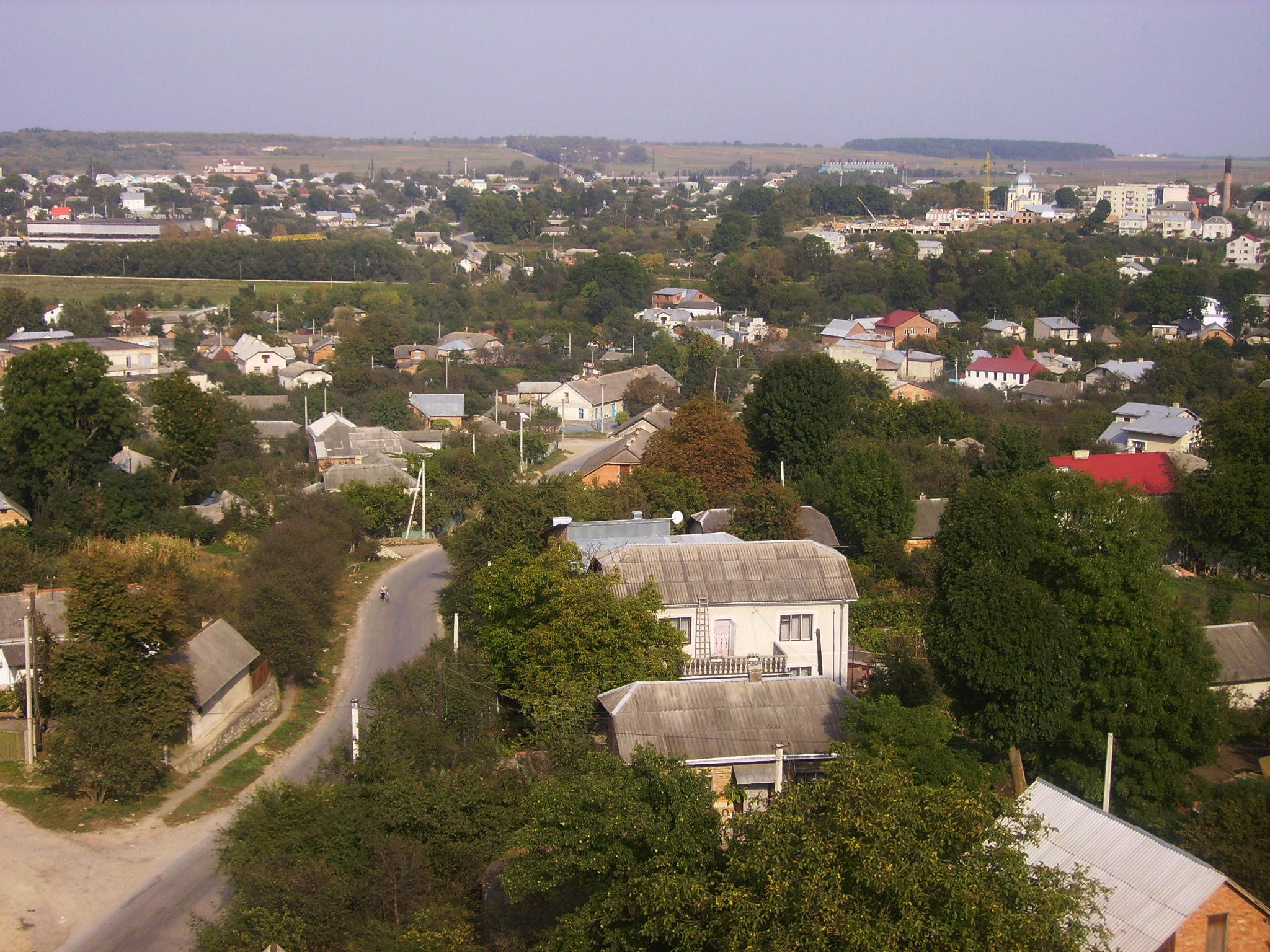
вигляд на ліву частину села
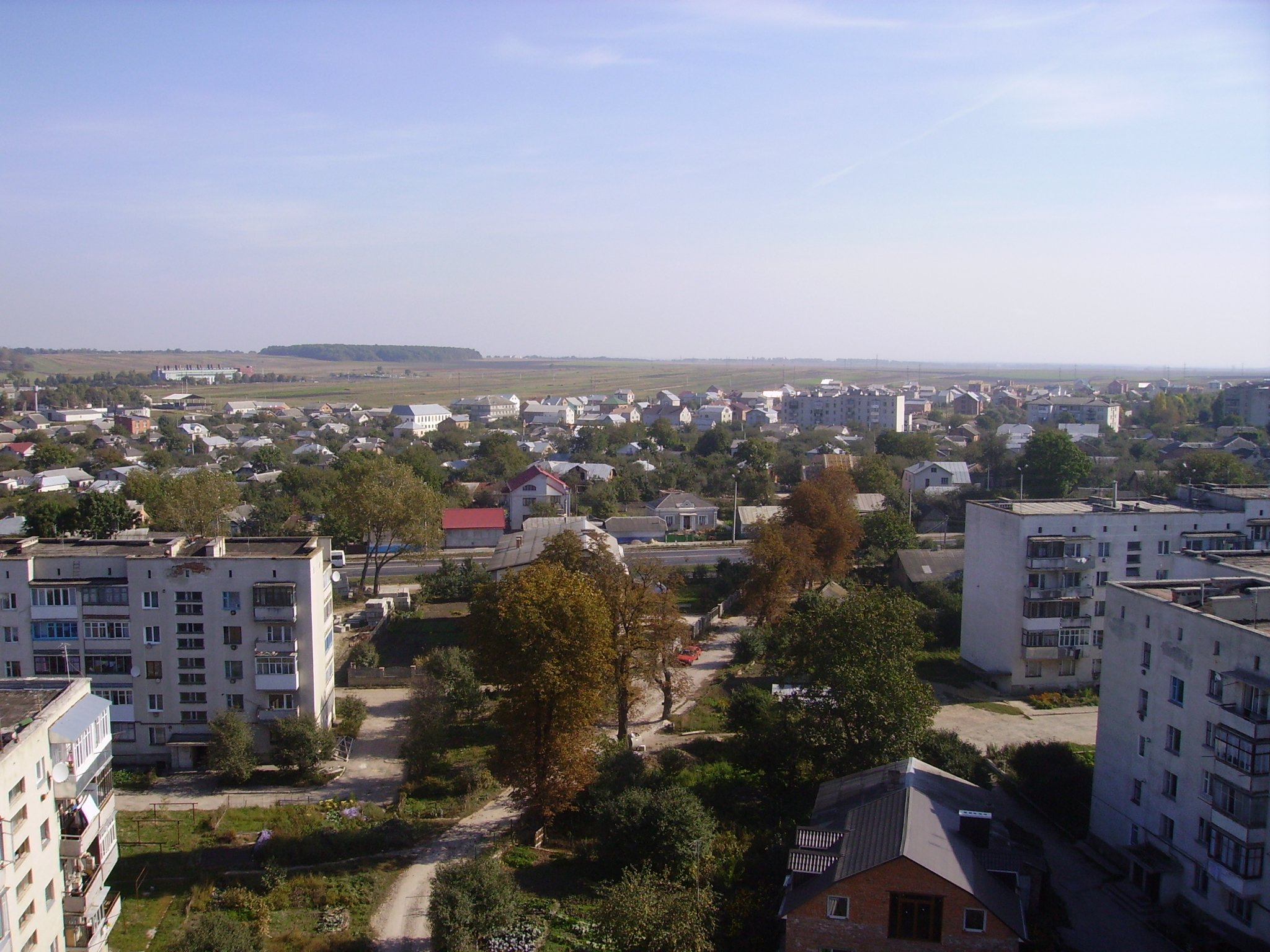
вигляд на мікрорайон кемпінг
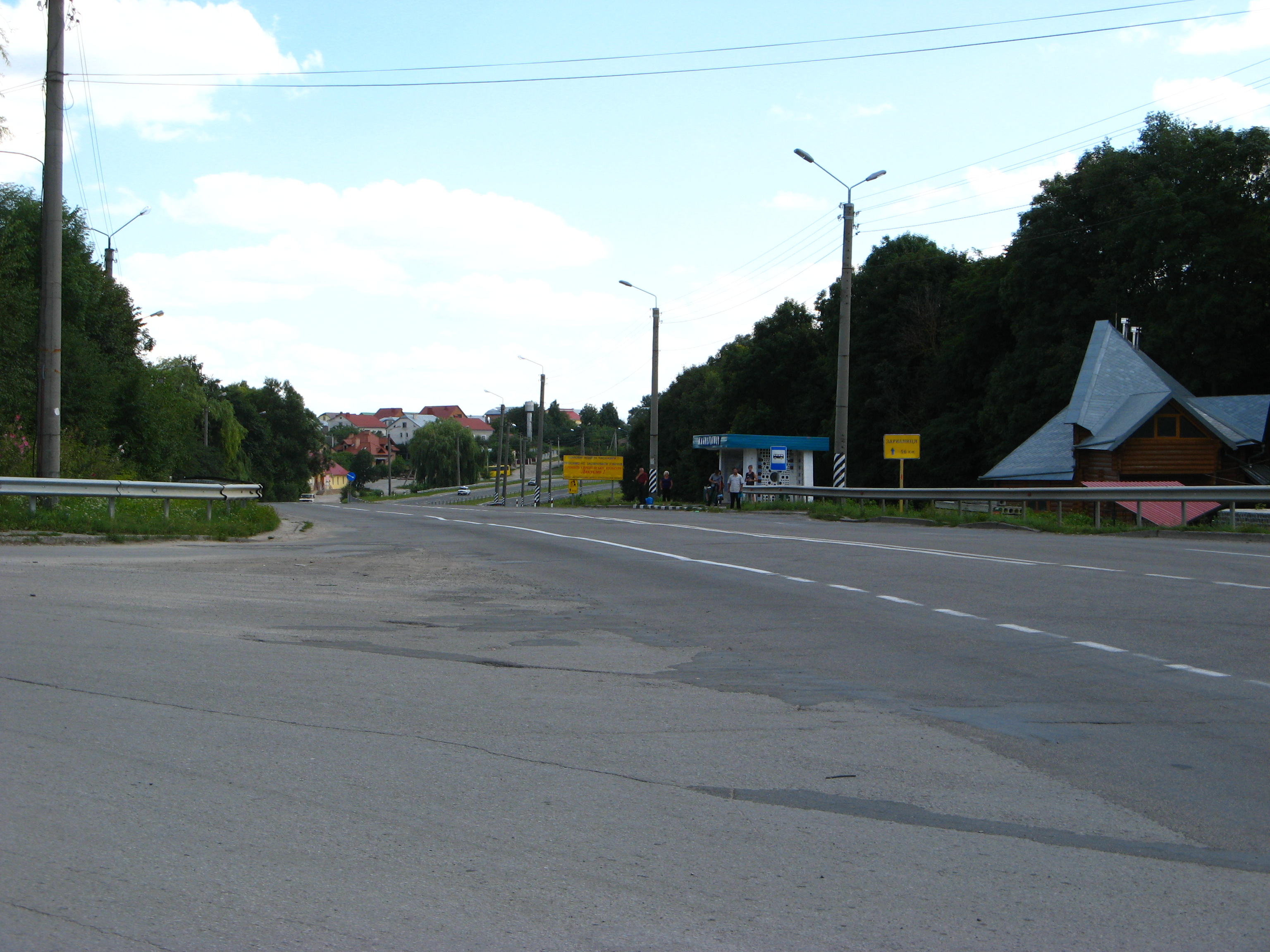
Автошлях М 19 в межах Великої Березовиці
Залізнична станція
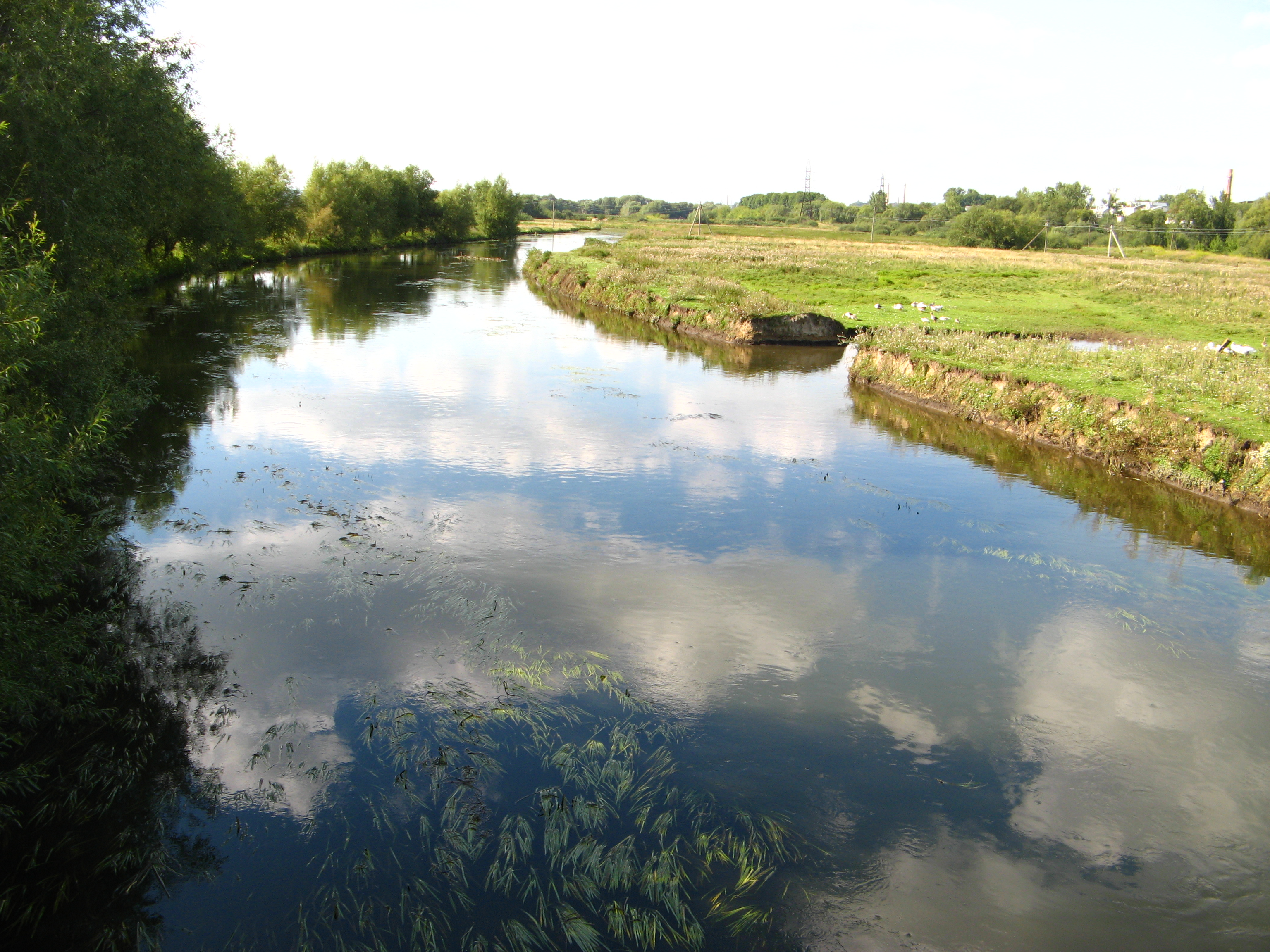
Серет біля Великої Березовиці
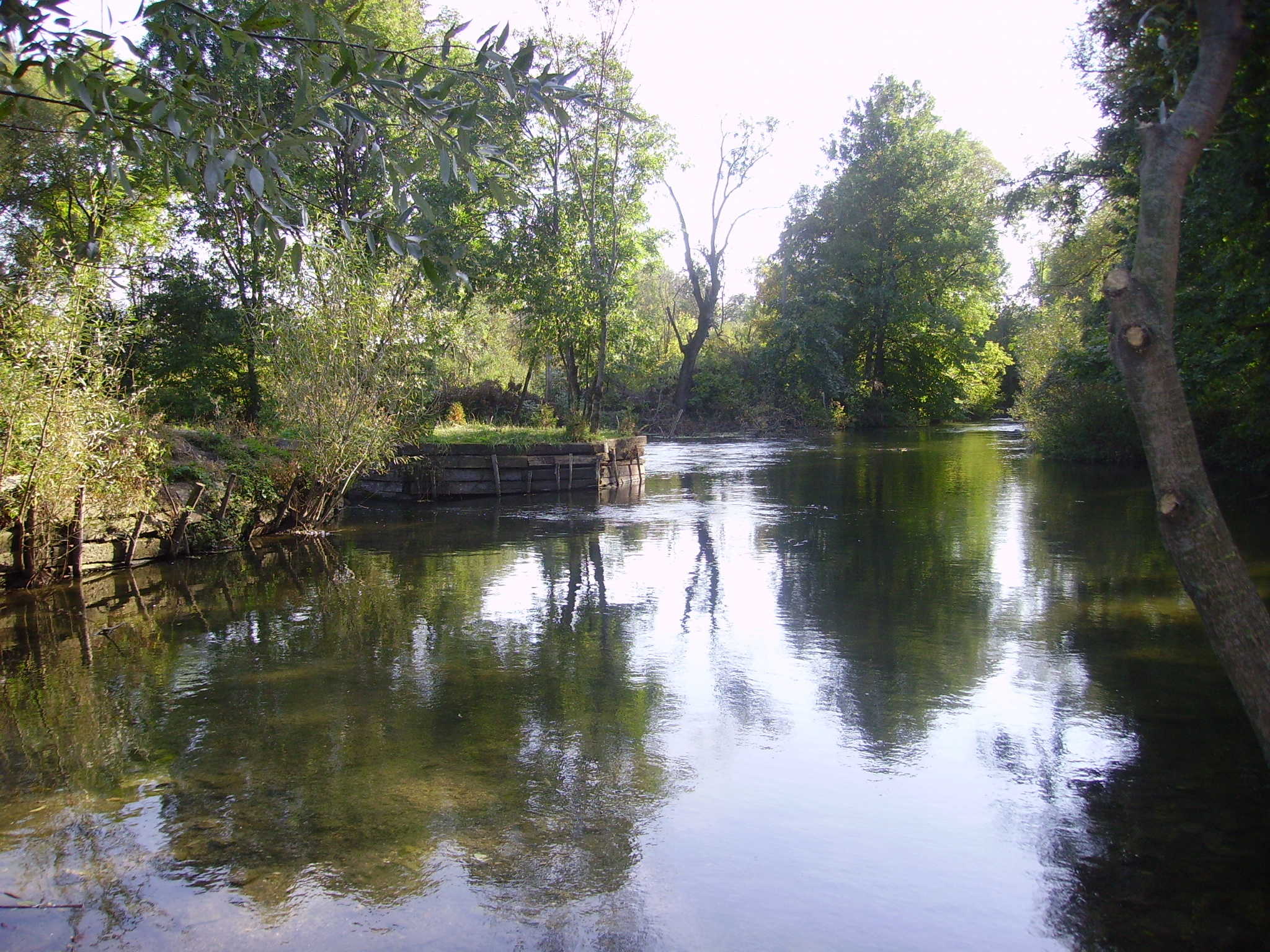
р. Серет, Круча
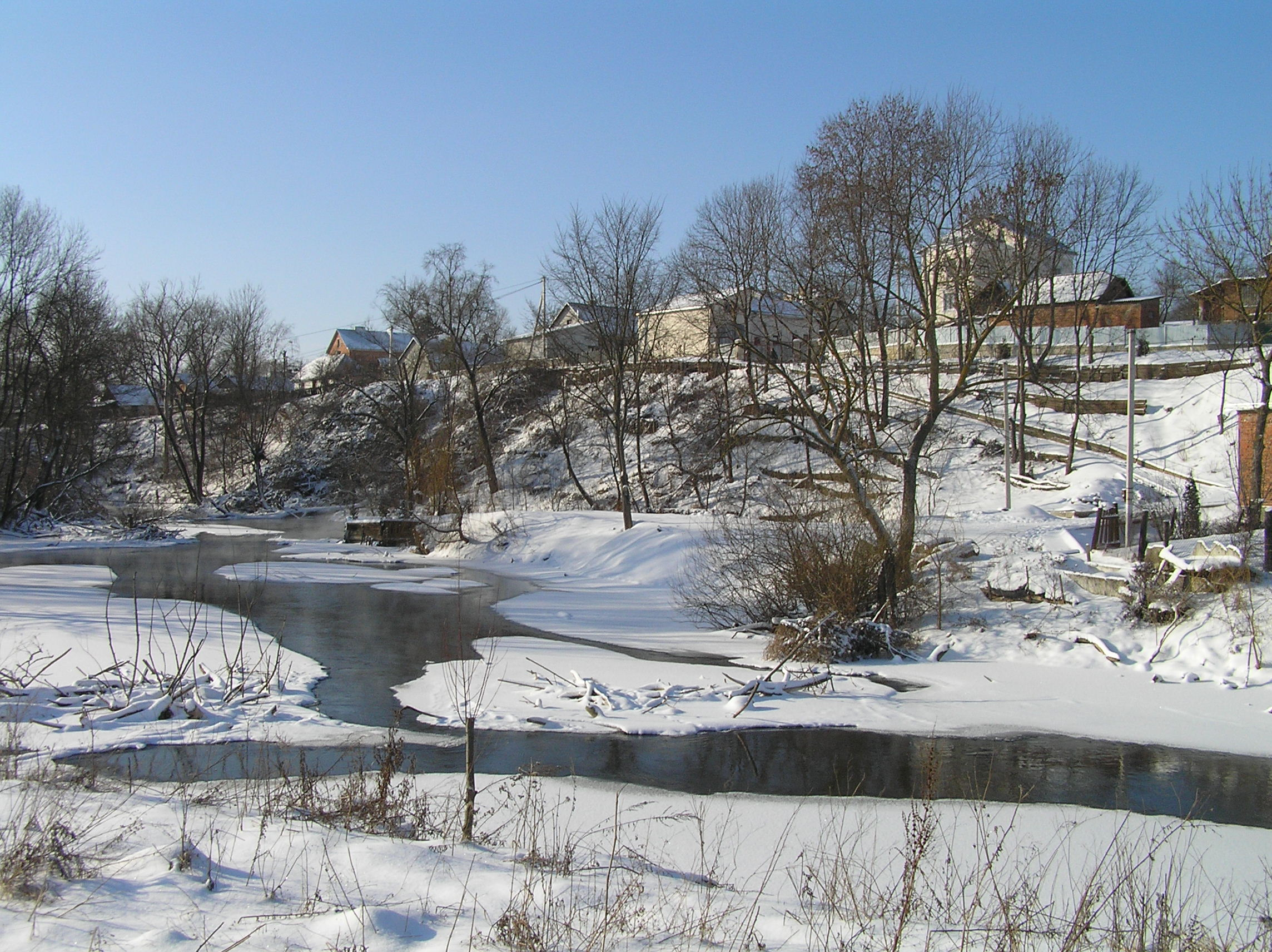
Круча, р. Серет